# Zes betegelde zuilen
Zes betegelde zuilen is een kunstwerk in Amsterdam-Oost.
Ze staan in een ruimte die de Derde Oosterparkstraat (tussen 338 en 360) en de Vrolikstraat (onder huisnummers 475 tot en met 549) voor voetgangers verbindt door middel van een binnenplein. Op het binnenplein is een speelplaats te vinden, die vanuit de Derde Oosterparkstraat als speelplaats dient nabij de Linnaeusschool op nummer 360. Aan de kant van de Vrolikstraat staan er de zogenaamde Vrolikhuizen van Stichting Amsta, een aantal woningen voor begeleid wonen. 
In de jaren tachtig en negentig vond er in deze buurt grootscheepse sanering plaats. Op deze plek was de onderhoudstoestand van de woningen dermate slecht dat tot nieuwbouw is overgegaan. Gemeentelijk Woningbedrijf Oost, later opgegaan in Ymere schakelde voor dit binnenblok architect Hans Borkent in. Zijn bureau verzorgde onder meer het binnenterrein. De medewerker Emanuel Viegers kwam vervolgens met het idee voor de zes zuilen.. De zes zuilen zijn betegeld met kleine keramische tegels. Elk van de zuilen heeft een eigen thema. Per zuil zijn de meeste tegels blanco, sommige bevatten een deel van een afbeelding en slechts weinige bevatten de totale afbeelding, maar dan wel verdeeld over drie tegels. Een van de zuilen aan de Derde Oosterparkstraat heeft als thema vogel verdeeld in snavel, lijf en poten. Een andere zuil aan die straat laat een bloempot zien met cactus, verdeeld in de bloemput (die steevast boven aan een tegel is afgebeeld), de cactus (altijd onder aan een tegel afgebeeld) en een uitstulping (altijd aan de zijkant afgebeeld). Andere thema’s zijn een palmboom (Derde Oosterparkstraat) en een vaas met bloemen (Vrolikstraat, met vaas op een tegel, stengels en blad op een tegel en bloemkelken op een tegel), een schemerlamp (Vrolikstraat) en een boerderij (Vrolikstraat). De drie zuilen aan de Derde Oosterparkstraat staan daarbij los op de rooilijn van de straat (vroeger stonden er hekjes tussen de zuilen). Die aan de kant van de Vrolikstraat zijn mededrager van de woningen die over de uitsparing zijn heen gebouwd en staan met zijn drieën dwars op de rijweg van die straat.